# Социјална осетљивост
Социјална осетљивост је способност тачног препознавања и разумевања осећања других, као и проницљивост у откривању и тумачењу често скривених намера других, интерперсоналних ставова на основу приметних знакова у понашању. Веома важна и неопходна карактеристика личности социјалног радника.